# Croton agrophilus
Espèce
Croton agrophilus est une espèce de plantes à fleurs du genre Croton et de la famille des Euphorbiaceae, originaire  du Brésil (Minas Gerais).
Il a pour synonyme :
- Oxydectes agrophila, (Müll.Arg.) Kuntze